# Mrsklesy
Mrsklesy (deutsch Nirklowitz) ist eine Gemeinde in Tschechien. Sie liegt drei Kilometer östlich von Velká Bystřice und gehört zum Okres Olomouc.

## Geographie
Mrsklesy befindet sich in den südwestlichen Ausläufern der Oderberge. Das Dorf liegt unterhalb der Einmündung des Mrkleský potok am rechten Ufer des Baches Vrtůvka. Gegen Osten erstreckt sich der Truppenübungsplatz Libavá. Nördlich erhebt sich der V panenském (396 m), im Nordosten die Skalka (593 m), die Strážná (625 m) und der Fidlův kopec (Fiedelhübel, 680 m) sowie östlich der Mlýnský kopec (Mühlberg, 604 m) und der Holý kopec (600 m).
Nachbarorte sind Kovákov, Hlubočky und Mariánské Údolí im Norden, die Wüstungen Nepřívaz, Jestřabí und Varhošť im Nordosten, Kozlov im Osten, Velký Újezd und Daskabát im Südosten, Kocourovec und Doloplazy im Süden, Přáslavice im Südwesten, Velká Bystřice und Bukovany im Westen sowie Droždín und Lošov im Nordwesten.

## Geschichte
Die erste schriftliche Erwähnung des zur Herrschaft Velká Bystřice gehörigen Dorfes Myrskless erfolgte 1364. Im Jahre 1365 wurde der Ort als Murzklesch bzw. Murklesch, 1381 als Mrskles, ab 1447 als Mrsklesy, 1485 als Mrkles und 1519 als Mrskleby bezeichnet. Im Jahre 1589 kaufte das Olmützer Domkapitel die Herrschaft auf. Nach dem Dreißigjährigen Krieg erfolgte eine Germanisierung des Dorfes. Die Matriken waren seit 1651 in Velká Bystřice geführt. Weitere Namensformen waren Myrsklesy (1612), Nirklowitz bzw. Nierklowitz (ab 1676), Merskles (1677), Mrsklicz (1691), Nicklowitz (1718), Mrzsklitz (ab 1726) und Nicklovitium, Mrsklice (ab 1771). Im Feistritztal nördlich des Dorfes entstand 1827 auf der Kapitularseite gegenüber Hombok ein Eisenhüttenwerk. Daneben wurde später die Kolonie Marienthal angelegt, die 1846 dem Kataster von Nirklowitz zugeordnet wurde. Bis zur Mitte des 19. Jahrhunderts gehörte Nirklowitz immer zu den Olmützer Kapitulargütern.
Nach der Aufhebung der Patrimonialherrschaften bildete Nirklowitz / Mrsklice ab 1850 mit dem Ortsteil Marienthal eine Gemeinde in der Bezirkshauptmannschaft und dem Gerichtsbezirk Olmütz. 1873 entstand in dem Dorf eine eigene Schule, zuvor wurde in Velká Bystřice unterrichtet. Nach dem Ersten Weltkrieg und dem Zusammenbruch der k.u.k. Monarchie schloss sich die zu 85 % von Deutschen bewohnte Gemeinde am 29. Oktober 1918 der Provinz Sudetenland an. Damit verschärften sich die Konflikte zwischen den deutschen und tschechischen Bevölkerungsgruppen im Ort. Nach der Besetzung durch tschechoslowakische Truppen wurde die Gemeindevertretung am 26. Februar 1919 durch einen Regierungskommissar des Amtes enthoben und durch eine mit sechs Tschechen und fünf Deutschen besetzte Verwaltungskommission ersetzt. Auf der Grundlage des Sondergesetzes 76/1919 erfolgte mit Wirkung zum 15. Juni 1919 die Zwangseingemeindung von Nirklowitz und Marienthal in den überwiegend von Tschechen bewohnten Markt Velká Bystřice. Zugleich wurde der tschechische Ortsname in Mrsklesy geändert. Im Jahre 1930 hatte der Ort 919 Einwohner. In den 1930er Jahren setzte sich die Sudetendeutsche Partei die Abtrennung von Nirklowitz und Marienthal von Velká Bystřice zum Ziel und fand damit großen Zulauf unter der deutschen Einwohnerschaft. Nach dem Münchner Abkommen blieben beide Orte als Teil des Marktes Velká Bystřice zunächst bei der "Resttschechei". Mit der Grenzfestlegung vom 20. November 1938 wurden Nirklowitz und Marienthal schließlich von Velká Bystřice abgetrennt und dem deutschen Landkreis Bärn sowie dem Gerichtsbezirk Stadt Liebau zugeschlagen. Nach einer kurzzeitigen Eigenständigkeit erfolgte am 1. Juli 1939 die Eingemeindung nach Hombok. Nach dem Ende des Zweiten Weltkrieges kam Mrsklesy wieder zur Tschechoslowakei zurück und wurde wieder zum Ortsteil von Velká Bystřice. In dieser Zeit erfolgte die Vertreibung von 310 Deutschen aus Mrsklesy und 120 aus Mariánské Údolí. Zum 1. Jänner 1956 lösten sich Mrsklesy und Mariánské Údolí von Velká Bystřice los und bildeten einen eigenen Örtlichen Nationalausschuss mit Sitz in Mrsklesy. Mit Beginn des Jahres 1975 wurde die Gemeinde aufgelöst; Mrsklesy wurde wiederum nach Velká Bystřice eingemeindet und Mariánské Údolí zum Ortsteil von Hlubočky. Seit dem 1. Januar 1996 bildet Mrsklesy wieder eine eigene Gemeinde und führt seit 2004 ein Wappen und Banner.
Die Gemeinde besteht heute aus 174 Einfamilienhäusern und hat ca. 590 Einwohner, von denen ein Drittel in Kovákov lebt.

## Gemeindegliederung
Für die Gemeinde Mrsklesy sind keine Ortsteile ausgewiesen. Grundsiedlungseinheiten sind Kovákov und Mrsklesy.

## Sehenswürdigkeiten
- Kapelle des hl. Sebastian
- Kreuz mit Statuen der hll. Florian und Evangelist Johannes
- Gefallenendenkmal

## Persönlichkeiten
- Egon Morbitzer (1927–1989), Geiger